# Miracolo eucaristico di Alkmaar

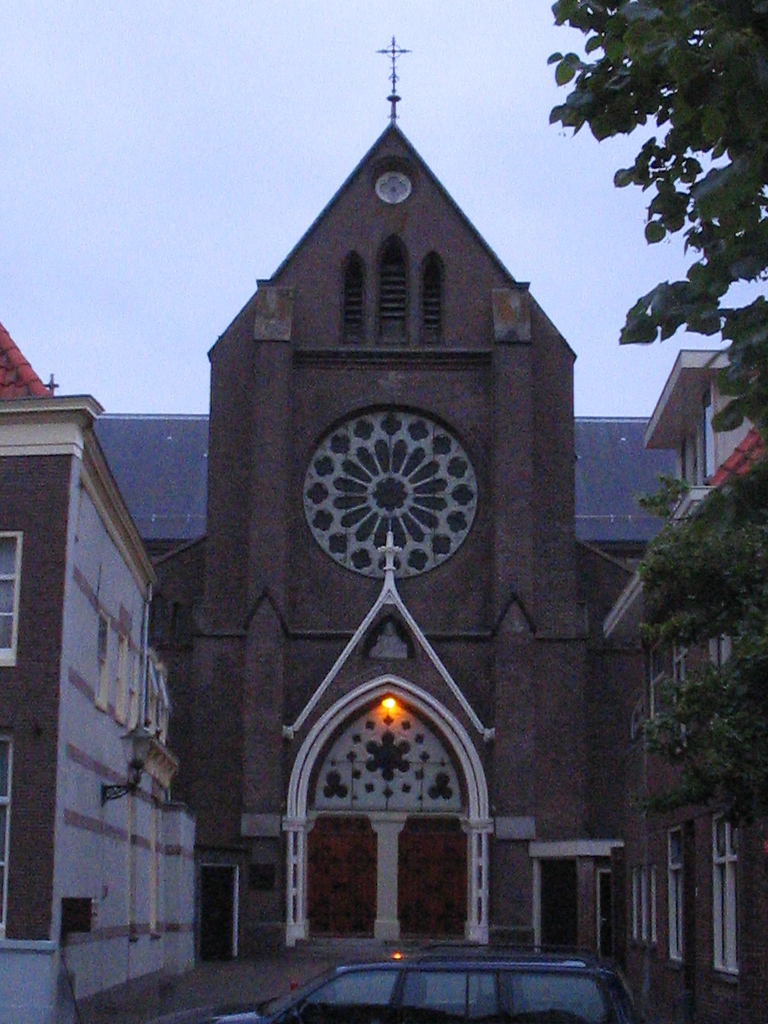
Chiesa di San Lorenzo ad Alkmaar

Il miracolo eucaristico di Alkmaar sarebbe avvenuto nell'omonima cittadina olandese nell'anno 1429: un sacerdote rovesciò inavvertitamente sull'altare il sangue di Cristo,  e questo si sarebbe trasformato in sangue.

## Storia
Il 1º maggio 1429, nella chiesa di San Lorenzo ad Alkmaar, un sacerdote di nome Folkert stava celebrando la sua prima messa.
Dopo la consacrazione rovesciò accidentalmente il contenuto del calice sulla pianeta e questo, secondo quanto tramandato dalla tradizione, si trasformò in sangue, le cui macchie non poterono essere rimosse.
Nel 1433 il vescovo di Utrecht, dopo le opportune indagini canoniche, approvò ufficialmente il culto relativo all'episodio. 
La reliquia della pianeta è tuttora conservata nella chiesa di San Lorenzo, in un prezioso reliquiario a forma di angelo.